# Copocrossa tenuilineata
Copocrossa tenuilineata là một loài nhện trong họ Salticidae.
Loài này thuộc chi Copocrossa. Copocrossa tenuilineata được Eugène Simon miêu tả năm 1900.